# عارف حكمت
عارف حكمت، أحد أهم أعلام المسلمين الأتراك في القرن الثالث عشر الهجري، له العديد من المؤلفات وخاصة في الشعر، وهو مؤسس مكتبة عارف حكمت.

## مولده ونسبه
ولد عارف حكمت بن إبراهيم بن عصمت الحسيني في عام 1201هـ/1786م، و نشأ وتلقّى تعليمه في الأستانة

## ترجمته عندالزركلي
"أحمد عارف حكمت... ينتهي نسبه إلى بيت النبوَّة، من نسل الحسين: قاضٍ، تركيِّ المنشأ، مستعرب، اشتهر بخزانة كتب عظيمة له في المدينة المنورة، تُعرف إلى اليوم بمكتبة عارف حكمت، تقلَّد قضاء القدس، ثم قضاء مصر، فقضاء المدينة المنورة.
وانتهى به الصعود إلى أن وَلِي مشيخة الإسلام في الأستانة سنة 1262هـ، فاستمرَّ سبعة أعوام ونصف عام، وأُقيل سنة 1270هـ، فانكبَّ على العبادة والمطالعة إلى أن تُوفِّي بالأستانة، له نظمٌ باللغات العربيَّة والفارسيَّة والتركيَّة، وكتابٌ بالعربيَّة سمَّاه (الأحكام المرعيَّة في الأراضي الأميريَّة)، ومجموعة تراجم لعلماء القرن الثالث عشر، لعلَّها بالعربيَّة، اقتبس منها صاحب (هديَّة العارفين)، وللشهاب محمود الألوسي كتاب في ترجمته سمَّاه (شهى النغم، في ترجمة عارف الحِكَم)".

## أهم المناصب التي تولاها
- قضاء القدس.
- قضاء مصر.
- قضاء المدينة المنورة.
- تولّى نقابة الأشراف.
- تولّى الإفتاء في مجلس الأحكام العدلية.
- تولّى الإفتاء في مجلس العسكرية.
- تولّى مشيخة الإسلام.[3]

## علمه وبلاغته
اشتهر عارف حكمت بغزارة علمه، وكان له وقت محدد في يومه - بعد صلاة العشاء - يدارس كلام الله عزوجل ويقرأ كتاب الشفاء للقاضي عياض، وكان يراجع بعض محفوظاته، ويطلع على بعض العلوم الأخرى حتى قيل أنه يحفظ نحو خمسين متنًا في علوم عدة، وقيل أنه حفظ من القاموس الشيء الكثير وكاد أن يتم حفظه لولا انشغاله بنفع العباد، كما اشتهر بشدة بلاغته، وقال عنه الألوسي: «فهو يحز مفاصل الكلام، ويسبق إلى دقائق معانٍ تعجز عنها أفاضل ذوي الأفهام، كأنما جُمع الكلام حوله حتى انتقى منه وانتخب».

## خلقه
- يعامل الغريب بالحسنى ويكرمه حتى يشعره وكأنه من أهله.
- يكرم العالم.
- يحسن إلى الفقراء والمحتاجين.
- يرحم الصغير ويعطف على الكبير.
- العفو عند المقدرة.
- يظهر الأُنس والمزاح في مجلسه دون تكلّف[5]

## تقواه
كان عارف حكمت رجلا تقيًا، صادق اللسان، يحرص على قول الحق، ويخفي صدقاته. أما في رمضان فقد كان يصلي مائة وعشرين ركعة في قيام الليل.

### حجه
حج لما بلغ من عمره ثمانية وعشرين عامًا، وأثناء حجه جاد على فقراء الحرم المكي بالعطايا والصدقات، وله أبيات في الحرم المكي حيث قال:

## وفاته
توفي في الأستانة عام 1275هـ/1858م.

## وصلات خارجية
- مكتبة عارف حكمت في المدينة المنورة